# Amoureux de sa voisine
Pour plus de détails, voir Fiche technique et Distribution.
Amoureux de sa voisine est un film muet français réalisé par Georges Monca, sorti en 1911.

## Fiche technique
- Titre : Amoureux de sa voisine
- Titre alternatif : Rigadin amoureux de sa voisine
- Réalisation : Georges Monca
- Scénario :
- Photographie :
- Montage :
- Société de production : Société cinématographique des auteurs et gens de lettres (S.C.A.G.L)
- Société de distribution : Pathé Frères
- Pays d'origine :  France
- Langue : film muet avec les intertitres en français
- Métrage : 155 mètres
- Format : Noir et blanc — 35 mm — 1,33:1 — Muet
- Genre :  Comédie
- Durée : 5 minutes 10 secondes
- Date de sortie : 
  - France : 17 février 1911

## Distribution
- Charles Prince : Rigadin
- Eugène Didier
- Yvonne Harnold
- Victor Benoit
- Paul Fromet
- Dalyac